# Simorgh (mythologie)
Pour les articles homonymes, voir Simorgh.
 (juillet 2008).
Le Simorgh (en persan : سيمرغ / Simorġ), aussi transcrit Simurgh (en moyen perse : Sênmurw), connu aussi sous le nom de Sîna-Mrû (Pâzand), est un oiseau fabuleux de la mythologie perse et kurde.

## Étymologie
Plusieurs étymologies ont longtemps été débattues, parmi lesquelles :   
- L'akkadien sūmurukū signifiant monture rougeoyante , le rouge désignant la couleur de la créature autant que le point cardinal  sud, comme le suggère son appellation chinoise de nán fāng zhū què signifiant oiseau vermillon du sud.
- L'avestique mərəγô saênô «l'oiseau Saêna », à l'origine un oiseau de proie, aigle ou faucon, tel que l'on peut le déduire du sanscrit śyenaḥ . Saêna aussi peut aussi être un nom propre qui est dérivé du nom de l'oiseau.
- L'étymologie populaire désignerait le persan سی (si, « trente »), pour trente pieds d'envergure.

## Mythologie

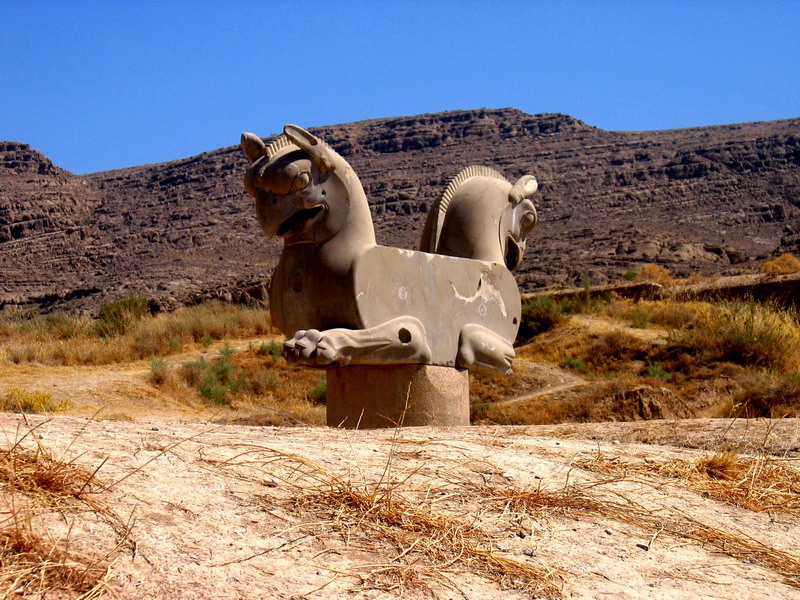
Statue à deux têtes de Homā dans les ruines de Persépolis, en Iran.

L'oiseau mythique Simorgh est de grande taille, puisqu'il peut transporter un chameau ou un éléphant, et montre une grande animosité envers les serpents. Son habitat naturel est un lieu où l'eau se trouve en abondance. Dans un récit  persan antique, il est dit que le Simorgh vit 1700 ans avant de plonger de lui-même dans les flammes ; dans d'autres récits plus tardifs, il est dit qu'il est immortel et possède un nid dans l'arbre du savoir.
D'après la légende persane, cet oiseau est si vieux qu'il a déjà vu trois fois la destruction du monde. Pendant tout ce temps, le Simorgh a tellement appris qu'on pense qu'il possède le savoir de tous les âges.
Les Perses sassanides croyaient que le Simorgh amènerait la fertilité sur la terre et scellerait l'union de la terre et du ciel. Il nichait dans l'Arbre de vie, Gaokerena, et vivait dans la terre de la plante sacrée Haoma, dont les graines pouvaient guérir de tout mal. Dans les croyances iraniennes ultérieures, le Simorgh est devenu un symbole de divinité. Sên-Murv/Simurgh est aussi identifié dans la littérature persane par le nom de Homa et présenté en arabe sous le nom de Rokh.
Quand le Simorgh s'envolait, les feuilles de l'arbre du savoir tremblaient, causant la chute des graines de toutes les plantes. Ces graines se répandirent dans le monde grâce à Chamrosh, prenant racine pour devenir chaque espèce de plante ayant jamais vécu, et guérissant toutes les souffrances de l'humanité. On dit que ses plumes étaient couleur de cuivre, et bien qu'il soit initialement décrit comme un chien-oiseau, il a ensuite été connu soit avec une tête d'homme soit avec une tête de chien. Il est naturellement bon et le contact avec ses ailes peut guérir toute maladie ou blessure.

## Représentation
La représentation du Simorgh varie beaucoup au cours du temps. Dans des œuvres sassanides, on donne ce nom à un animal à protomé de chien, griffes de lion, muni d'une paire d'ailes et d'une queue remontant verticalement et en se végétalisant. À partir des invasions mongoles et de l'arrivée des influences chinoises dans l'art persan, il prend la forme d'un phénix.

## Le Simorgh dans leLivre des Roisde Ferdowsi

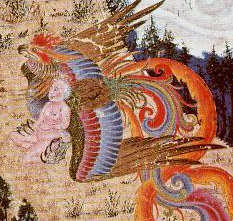
Simorgh transportant Zal étant bébé.

Le Simorgh a fait son apparition la plus célèbre dans la fable de Ferdowsi, le Livre des Rois, où son engagement avec le prince Zal est décrit. D'après le Livre des Rois, Zal, fils du roi Sâm était né albinos. Quand le roi Sâm vit son fils albinos, il pensa qu'il avait la marque des démons, et abandonna l'enfant dans la montagne. Les pleurs de l'enfant arrivèrent aux oreilles du Simorgh au cœur tendre, qui vivait en haut de cette montagne, et l'oiseau récupéra l'enfant et l'éleva lui-même. Zal acquit beaucoup de sagesse en aimant le Simorgh, qui possédait tout le savoir, mais quand il arriva à l'âge d'homme, il eut envie de rejoindre les siens. Bien que le Simorgh devînt terriblement triste, il lui fit cadeau d'une seule plume dorée qu'il devrait brûler s'il avait besoin d'assistance.
Après son retour dans son royaume, Zal tomba amoureux et épousa la belle Rudabeh. Quand vint le temps de la naissance de leur fils, le labeur fut long et terrible. Zal était certain que sa femme mourrait en couches. Rudabeh était proche de la mort quand Zal décida de faire appel au Simorgh. Le Simorgh apparut et lui apprit à faire une césarienne, sauvant ainsi Rudabeh et l'enfant qui deviendrait plus tard le plus grand héros persan, Rostam.

## Période islamique
Le poète soufi iranien Attar a écrit l'histoire d'une bande de trente oiseaux pèlerins partant sous la conduite de la huppe à la recherche d'un Simorgh dans le livre La Conférence des oiseaux (en persan : منطق‌الطیر). À la fin de leur quête, ils découvrent leur moi profond (jeu de mots sur Simurgh = trente oiseaux).
Le Simorgh est connu sous le nom angà en Arabe, et Zümrüd-ü ankā en Turque Ottoman.

## Autres cultures
Dans les traditions russes, il existe également un "oiseau de feu" qui ressemble à un phénix et dont l'envol porte bonheur à celui qui y assiste.

## Dans la culture contemporaine
- L'auteur algérien d'expression française, Mohammed Dib, reprend la légende du Simorgh dans un recueil littéraire du même nom[1].
- Le Simorgh apparaît dans Final Fantasy X et XI en tant qu'ennemi. C'est aussi un monstre du jeu de cartes Yu-Gi-Oh!.
- Il apparaît dans le film Azur et Asmar, aidant Asmar à atteindre la Fée des Djinns. Il est présenté comme étant un gardien ne pouvant être contrôlé qu'avec une plume magique.
- L'icône de la civilisation perse de Age of Empires II: The Age of Kings représente un Simorgh.
- Des Senmurv apparaissent dans le Fiend Folio édition 3 de Donjons et Dragons. Ils ressemblent à des chiens colorés bipèdes munis d'une paire d'ailes.
- Dans Might and Magic: Heroes VII, le Simorgh est le champion d'une des factions, l'Académie. Il ressemble à un phénix bleu à tête d'Horus[2].
- Le Simorgh de cristal est une récompense décernée au festival du film de Fajr (Téhéran) en Iran.
- Le Simorgh est l'animal mythique autour duquel se joue toute l'histoire du jeu Prince of Persia: The Lost Crown sorti en 2024.